# 기념일
기념일(記念日, 영어: anniversary)은 국가가 어떤 특정한 날을 기념하기 위해 제정한 날이다.

## 같이 보기
- 결혼기념일
- 생일
- 제삿날
- 대한민국의 국경일
- 대한민국의 기념일
- 대한민국의 놀이날
- 한국방문의 해
- 지역방문의 해
- 국제 기념일
- 국제년